# Provincia de Venecia
La provincia de Venecia (en italiano Provincia di Venezia) fue una provincia de la región del Véneto, en Italia. Su capital era la ciudad de Venecia.
Desde el 1 de enero de 2015 fue reemplazada por la ciudad metropolitana de Venecia.
Tenía un área de 2049 km², y una población total de 534.189 hab. (2001). Había 43 municipios en la provincia (fuente: ISTAT, véase este enlace).